# Val d’Agri és Lagonegrese Nemzeti Park
A Val d'Agri és Lagonegrese Nemzeti Park (olasz nyelven Parco Nazionale della Val d'Agri-Lagonegrese) Olaszország Basilicata régiójának északi részén fekszik. Magába foglalja a Lukániai-Appenninek területét Potenza városától a Pollino Nemzeti Parkig. Hozzátartozik az Agri folyó völgyének felső szakasza is. Az 1998-ban alapított nemzeti park célja a Lukániai-Appenninek élővilágának megóvása.

## Flóra
Növényvilágára jellemző fajok a molyhos tölgy, gyertyán, juhar és virágos kőris.

## Fauna
Állatvilágának képviselői a szalamandra, sas-félék, baglyok, harkályok, nagy pele, mogyorós pele, farkas és vadnyúl.

## Települései
A nemzeti park területén a következő községek osztoznak: Abriola, Anzi, Brienza, Calvello, Carbone, Castelsaraceno, Grumento Nova, Lagonegro, Laurenzana, Lauria, Marsico Nuovo, Marsicovetere, Montemurro, Noepoli, Paterno, Pignola, Rivello, San Chirico Raparo, San Martino d’Agri, Sarconi, Sasso di Castalda, Spinoso, Tito, Tramutola, Viggiano.